# Vertigo columbiana
Vertigo columbiana är en snäckart som först beskrevs av Henry Augustus Pilsbry och Vanatta 1900.  Vertigo columbiana ingår i släktet Vertigo, och familjen puppsnäckor. Inga underarter finns listade.